# سیروس نعمتی‌نژاد
سیروس نعمتی‌نژاد بازیکن سابق و مربی فوتبال ایرانی است. وی سابقه بازی در تیم‌های استقلال تهران و استقلال اهواز را دارد.

## دوران حرفه‌ای
نعمتی‌نژاد بازیکن تیم‌های استقلال اهواز و استقلال تهران بوده است.
در فصل ۷۶–۱۳۷۵ به عنوان بازیکن کمکی به استقلال تهران پیوست و این تیم را در مسابقات جام برندگان جام ۹۷–۱۹۹۶ همراهی کرد. وی در مسابقات ۴ بار حاضر شد و یک گل نیز به ثمر رساند. نعمتی‌نژاد در فصل ۷۹–۱۳۷۸ نیز در استقلال جاضر بود اما چندان فرصت بازی به او نرسید. نعمتی‌نژاد در مجموع ۹ بازی برای استقلال انجام داد و ۱ گل نیز به ثمر رساند.

## مربی‌گری
وی سابقه مربی‌گری و سرمربی‌گری در تیم‌های  فولاد اهواز و استقلال خوزستان را نیز دارد.